# 监督人
在临床医学中，监督人是指醫院裡面医生在为患者做檢查和做手術時站在一旁的監督之人。
监督人常見於妇科和其他女性私密部位檢查等場合。因為女患者面對男醫生可能会感到尴尬或不舒服，甚至有被性騷擾的風險。如果有女性监督人在場，可以降低男醫生猥褻女患者的衝動，女性监督人也可以給女患者帶來安全感。监督人还可以在醫生检查或手术時提供幫助。除此之外在醫患衝突時监督人也可以保護醫生免遭患者攻擊。
如果患者對醫生作出毫无根据的指控，在場的监护人可以替医生作證。监督人不应是与医生或患者有密切联系的人，例如親屬、朋友、同事、熟人。